# Stockholm Karisma Center
Stockholm Karisma Center var en frikyrkoförsamling i Stockholm mellan 1996 och 2005. Församlingen var knuten till pingströrelsen och hade, enligt egen uppgift, som mest uppemot 800 medlemmar. Församlingen förklarades efter svåra ekonomiska problem i konkurs 2005.

## En ny pingstkyrka
Församlingen bildades 1996 av pastorerna Sven Almkvist och Thomas Ardenfors med den offensiva målsättningen att samla 20 000 stockholmare som medlemmar till 2020. Inspirationen fick Ardenfors ifrån ett besök i Without Walls International Church i Florida. Den argentinske världsevangelisten Carlos Anacondia sa vid pingströrelsens sommarkonferens på Nyhem 1995 att denna planerade församlingsbildning är något som Gud har planterat, vilket grundarna såg som en profetia.
Istället för verksamhetsinriktad skulle församlingen vara människoinriktad. Församlingen byggdes kring flera "cellgrupper", självständiga smågrupper som träffas i hemmen till bön och samtal. Men centralt var också ett samhällsengagemang, där medlemmar till exempel hjälpte fattiga familjer och hemlösa under veckan och sedan träffades till gudstjänst på söndagseftermiddagen.
Den första samlingen, en gudstjänst, hölls på biograf Park den 4 augusti samma år. Senare valde man att hyra in sig hos Citykyrkan  och lånade deras kyrka under söndagseftermiddagarna. Kyrkan utmärkte sig för valet av samlingslokaler, man hyrde bland annat in sig på City Conference Centre, Cirkus på Djurgården samt Stockholmsmässan i Älvsjö för olika typer av arrangemang. Sommaren 2001 deklarerade man för den kristna pressen att man nått upp till 500 medlemmar. Året därpå, sommaren 2002, flyttade man från Citykyrkan som huvudsaklig samlingslokal till Chinateatern och Berns vid Berzelii park. Man hyrde samtidigt in sig i Postens gamla lokaler, Klara, mitt i Stockholm där man bedrev ungdomsgård och socialt arbete med visst stöd från Stockholmspolisen och socialförvaltningen. Kostnaden för detta projekt ska ha uppgått till över 500 000 kronor i månaden.
Nya pastorer tillkom vid sidan av grundarna,
bland andra Mattias Lekardal och ungdomspastorn Andreas Nielsen. Som medlemmar kunde kyrkan räkna in kända personer såsom Runar Søgaard och Carola Häggkvist.

## Sekttendenser
Gudstjänsterna liknade snart mer en show med ljud- och ljuseffekter, och det började delas ut gåvor till familjer som kommer, såsom kick-bikes. Det framkom också att pastorerna starkt överdrivit antalet som omvänt sig och hur mycket som lades i kollekt. Det bildades en informell styrelse inom styrelsen, och tre pastorer tog sig all makt. 
Församlingen förändrades från en församling med enkelhet och där alla vara på samma nivå, till en församling där alla inte fick gå in i alla rum. Det fanns speciella VIP-rum i kyrkan. Församlingsmedlemmar kunde bli "dreampartner" till Stockholm Karisma Center. Dreampartner kunde ingås på tre nivåer: medlem, VIP eller guld.
Församlingsledningen kunde äta dyra representationsmiddagar med gäster på lyxiga restauranger med femsiffrig nota. När församlingen efter en tid börjar få stora ekonomiska problem börjar det hållas mycket stränga offertal med ord som: "Om du ger blir du välsignad. Om du inte ger blir du förbannad". Pastorerna kunde även vid ungdomssamlingar hålla kollekttal, och så kallade profetior, om att ungdomar skulle skänka tusentals kronor till församlingen. Pastorer kunde i gudstjänster påstå sig i en syn se kontonummer framför sig, och profetera över innehavaren av detta kontonummer.
Författarna Sofie Twal Hedman och Mia Fernando släppte hösten 2024 boken "Även den minsta fanatiker behöver sova ibland" om sin uppväxt i församlingen.  Genom systrarnas ögon får läsaren en unik inblick i de bakomliggande orsakerna till Stockholm Karisma Centers fall. Boken belyser hur församlingens ledarskap gradvis förlorade kontakten med sina medlemmar och hur en kultur av manipulation och kontroll ledde till församlingens undergång. 

## Ekonomiska problem och konkurs
Redan när kyrkan startades höjdes en del kritiska röster mot kyrkans ideologi och hur vissa människor känt sig illa behandlade. Till följd av de nya lokalerna skenade kostnaderna snabbt, vilket gjorde att man vände sig till Stockholms stad för ekonomisk hjälp. Man ville ha närmare 10 miljoner kronor i stöd för de sociala projekt man bedrev men fick avslag. Istället vände pastorerna sig i april 2003 till sina medlemmar och uppmanade varje medlem att skänka 25 000 kronor till kyrkan, de som inte hade dessa pengar uppmanades ta lån. Utspelet väckte en våg av protester och efter öppen kritik i ett flertal tidningar tog ledningen för kyrkan tillbaka uppmaningen.
Under sensommaren och hösten 2004 blev den ekonomiska situationen alltmer bekymmersam för Stockholm Karisma Center och alltfler obetalda räkningar hamnade hos Kronofogden. Kyrkan fick flytta in med sin verksamhet i Filadelfiakyrkan i Stockholm, en händelse som blev kontroversiell bland Filadelfiakyrkans medlemmar. Kyrkan fick också ekonomiskt bidrag i form av lån från paraplyorganisationen Pingst – fria församlingar i samverkan, ett lån som sedan aldrig betalades tillbaka.
Våren 2005 begärde församlingen till slut sig själv i konkurs. Vid det här laget hade pastorerna redan hoppat av och skulderna uppgick till över 12 miljoner kronor. Hösten 2005 anmälde konkursförvaltaren ärendet till Ekobrottsmyndigheten, men förundersökningen blev nedlagd. Efterspelet till konkursen blev tufft för många, besvikelsen över de tidigare pastorerna var stor, inte minst kom känslorna i svallning, när grundaren  Thomas Ardenfors ställde upp i TV3:s Från koja till slott. Det framkom även graverande uppgifter om olika former av brott, bland annat misstänktes en av pastorerna för urkundsförfalskning i form av en falsk namnteckning.

## Efter konkursen
Under 2005 drog Pingströrelsen centralt upp en strategi för nya kyrkor i hela Sverige. 75 nya planerades till år 2015. Tre nya pingstkyrkor startade i Stockholm samma år som Stockholm Karisma Center gick i konkurs 2005, varav en som ett direkt resultat av konkursen, Dynamic Storstadskyrkan, med pastor Johan Lekardal, svåger till Mattias Lekardal. Fler andra församlingar bildades i svallvågorna efter konkursen, i augusti 2006 startades Jesaja hus, i oktober 2006 grundade den tidigare ungdomspastorn Andreas Nielsen frikyrkan Passion Church, som senare blev Hillsong Church Sverige. Även den tidigare föreståndaren Sven Almkvist tillkännagav att han tänkte grunda en kyrka kallad Petruskyrkan.
Ett hundratal tidigare medlemmar i Stockholm Karisma Center anses ha gått över till någon av de nybildade pingstkyrkorna, men många, kanske hundratal, har valt att stå utanför en församlingsgemenskap.
Tidningen Dagen publicerade i januari 2008 en serie artiklar om Karisma, som ger perspektiv på händelserna några år efter konkursen. I artikelserien har både församlingens grundare och ett antal personer med nyckelställning i Karisma intervjuats.
Podden Vinhaggornas hämnd släppte hösten 2021 en grundlig granskning av Karisma Center i fem avsnitt.